# Kirsch-lès-Sierck
Kirsch-lès-Sierck là một xã trong vùng Grand Est, thuộc tỉnh Moselle, quận Thionville-Est, tổng Sierck-les-Bains. Tọa độ địa lý của xã là 49° 26' vĩ độ bắc, 06° 24' kinh độ đông. Kirsch-lès-Sierck có điểm thấp nhất là 274 mét và điểm cao nhất là 372 mét. Xã có diện tích 8,85 km², dân số vào thời điểm 2005 là 265 người; mật độ dân số là 30 người/km². Xã nằm khoảng 19 km về phía đông bắc của Thionville, thuộc Pháp từ năm 1661.

## Thông tin nhân khẩu
| 1962 | 1968 | 1975 | 1982 | 1990 | 1999 |
| ---- | ---- | ---- | ---- | ---- | ---- |
| 263  | 267  | 242  | 222  | 220  | 214  |